# Hayam Wuruk
Hayam Wuruk (1334-1389) was koning van het Javaanse hindoeïstisch-boeddhistische koninkrijk van Majapahit. Tijdens zijn bewind maakte het rijk zijn grootste bloeiperiode door. De officiële naam die hem bij zijn officiële intronisatie gegeven werd, was Rajasanagara.
Hij was de zoon van koningin Tribhuwana Wijayotunggadewi, die regeerde van 1328 tot 1350, en Kertawardhana. Hij erfde de troon op zestienjarige leeftijd in 1350 toen mahapatih (minister-president) Gajah Mada (oude spelling: Gadjah Mada) op het hoogtepunt van zijn loopbaan stond. Onder Hayam Wuruks regering breidde het Majapahit-rijk haar macht uit over grote delen van de Indonesische archipel.
In de Pararaton (Koningsboek), een Javaanse rijkskroniek die dateert uit de 15e of 16e eeuw, wordt verteld dat Hayam Wuruk in 1357 verliefd werd op Dyah Pitaloka, de prinses van het koninkrijk van Sunda. Hij wilde met haar trouwen. Maar waar de koning van Sunda dacht dat het huwelijk bedoeld was om een nieuwe alliantie tussen Sunda en Majapahit te bevestigen, had Gajah Mada een ander idee. Hij zag dit huwelijk als een teken van onderwerping van Sunda aan Majapahit. Dit misverstand leidde tot verlegenheid en wedijver die snel resulteerden in een veldslag. In het bloedbad werden de koning en al zijn bewakers in de velden van Bubat gedood. Toen prinses Dyah Pitaloka deze verschrikkingen zag, pleegde zij zelfmoord met een kris.
Hayam Wuruk was diep geschokt door dit debacle. Gajah Mada werd direct verbannen en bracht de rest van zijn dagen door op het landgoed Madangkara in Probolinggo in Oost-Java. Hayam Wuruk trouwde daarna met een Javaanse prinses, Paduka Sori alias Bhra Parameshwari, bij wie hij een dochter kreeg.
Na het vertrek van Gajah Mada besloot Hayam Wuruk geen nieuwe mahapatih te benoemen, maar voortaan de taken van de mahapatih te verdelen over de andere vier ministers. Uiteraard versterkte dit meteen ook Hayam Wuruks eigen positie.
Tijdens Hayam Wuruks bewind bloeide de Oud-Javaanse literatuur. Prapañca schreef de Nagarakretagama, een dichtwerk, dat een goede indruk geeft van de gang van zaken in het koninkrijk aan het begin van Hayam Wuruks regering. Een andere dichter, Mpu Tantular, schreef twee kakawins, de Arjunawijaya en de Sutasoma. Ook werden er talloze monumenten gebouwd. Een van de mooiste is de centrale tempel van Panataran, die gewijd is aan Shiva. Hij is versierd met fraaie reliëfs met scènes uit de Ramayana in een andere stijl dan die van de grote tempel bij Prambanan.
In het jaar 1377 vielen zijn troepen het boeddhistische koninkrijk Shrivijaya op Sumatra aan, namen Palembang in en veroverden het kerngebied van dit rijk.
In 1389 overleed Hayam Wuruk. In de Candi Paramasukapura in Tajung.. Candi is het gewone Indonesische woord voor tempel, maar de meer specifieke betekenis van dit woord is dat in een candi de stoffelijke resten van koningen en belangrijke priesters waren opgeslagen. In de Javaanse devaraja-cultuur wordt aangenomen dat de monarch de incarnatie van een bepaalde godheid is, en dat na de dood hun ziel met die godheid wordt verenigd, en dus als zodanig vereerd wordt in een tempel, opgedragen aan de overleden ziel van de monarch.
Zijn opvolger was zijn neef en schoonzoon Wikramawardhana.